# Volker Staub
Volker Staub   (Frankfurt del Main, 17 d'octubre de 1961) és un compositor, músic i artista de so alemany.

## Biografia
Volker Staub va estudiar piano amb Friederike Richter (1981–1985) i composició amb Johannes Fritsch (1981–1990) a Darmstadt i Colònia. Durant la seva etapa estudiantil va tractar intensament l'obra dels compositors John Cage i Morton Feldman, així com l'obra de Joseph Beuys.
Staub ha rebut nombrosos ajuts i subvencions, com la beca de la Fundació Acadèmica Nacional Alemanya, la beca Bernd Alois Zimmermann de la ciutat de Colònia, la beca de postgrau de l'estat de Renània del Nord-Westfàlia, la beca a la granja d'artistes Schreyahn, a la Villa Massimo Roma i a la Villa Aurora de Los Angeles. Va guanyar premis al Fòrum de Joves Compositors de la WDR, al concurs de composició dels "Summer Music Days Hitzacker", al "Hessian Composition Prize" i al "Logos Award de la Logos Foundation Gent".
Les obres de Staub s'han representat en concerts i aparicions radiofòniques a nombrosos països europeus, a Israel, EUA, Austràlia, Japó i Equador. La seva obra s'ha documentat fins ara en cinc CD de retrats i ha estat objecte de dos documentals de televisió per a WDR i SWR.
Des del 1987, Staub imparteix composició i música experimental a persones de totes les edats i nivells d'educació musical en diverses institucions d'Alemanya i de l'estranger. Va ser membre fundador i membre de la junta directiva de la "Frankfurt Society for New Music" (FGNM) i membre del consell de l'Institut per a la nova música i educació musical de Darmstadt (INMM).

## Llenguatge del so
L'obra artística de Staub combina l'exploració del so i les estructures tonals i rítmiques amb la creació de música nova. Des del principi la seva composició va anar acompanyada de la construcció d'instruments musicals. Alguns tenen la qualitat principal d'enviar so, d'altres actuen com a receptors de vibració i so. Es van crear instruments de percussió fets de fusta, pell, metall, pedra i vidre, així com instruments de corda i instruments electroacústics amb propietats sonores discretes o contínues. Alguns d'aquests instruments, com ara una corda d'acer d'uns 7 metres de longitud estirada a la sala, un arsenal de diverses sirenes motoritzades i forades i un plater baix, es van convertir en pols de mitjans d'expressió personals que ell mateix tocava als concerts.
Amb la instal·lació de so instruments meteorològics(1999-2003) Staub va desenvolupar un complex laboratori d'investigació del so per tal de mapar els esdeveniments energètics del medi ambient com a fenòmens sono-rítmics. L'anàlisi i la posterior transformació d'aquest material sonor conformen cada vegada més el llenguatge musical de Staub: el seu ritme de forma orgànica, la seva harmonia, que sovint arrela en la divisió d'espectres individuals complexos, la seva melodia, que de vegades es desenvolupa a partir de matisos infinitament fins d'un sol to i les seves formes musicals, que sovint sorgeixen de la superposició de diferents capes musicals o peces musicals senceres. Està particularment interessat en processos de so continu, per als quals també instrument especial, per exemple. B. amb sirenes de motor controlades per transformadors o cordes individuals de fins a 70 metres de llarg.
Staub va escriure nombroses peces per a instruments experimentals i tradicionals, des d'obres solistes fins a orquestrals. Va realitzar tres teatres de música-dansa i diverses instal·lacions sonores. A més de la sòlida investigació i observació de Staub, els mètodes tradicionals de composició, així com tècniques en sèrie i aleatòries, flueixen a les seves obres. L'espectre de la seva obra va des d'experiments sobre els fonaments de la generació de so i la construcció d'instruments, fins a la recerca de sistemes de referència harmònics i rítmics i el desenvolupament de formes de notació adequades a la composició, assaig i interpretació de les seves pròpies obres.